# Agujero negro (película de 2018)
Agujero negro es una película ecuatoriana del género comedia dramática acerca de un escritor y sus nuevas responsabilidades. Estrenada en 2018 y dirigida por Diego Araujo, ha participado en varios festivales de cine.

## Argumento
La vida de Víctor, quien tiene 32 años y es un escritor considerado una promesa literaria, toma un rumbo inesperado cuando su pareja Marcela anuncia su embarazo. Los futuros padres se mudan a una urbanización de lujo, donde Víctor empieza a vivir una segunda adolescencia cuando conoce a Valentina, una vecina de 16 años. Víctor empieza a obsesionarse por la adolescente y su novela se convierte en una versión cursi de esta relación. El embarazo de Marcela continúa mientras la distancia entre la pareja de futuros padres se vuelve cada vez más grande.

## Rodaje
La historia de Víctor se filmó en blanco y negro con un equipo pequeño y en pocas locaciones en la ciudad de Quito. El rodaje tomó 19 días, luego de un largo período de ensayos. La película aplica un método de dirección que incluye diálogos improvisados.

## Reparto
- Víctor Aráuz como 	 Víctor
- Daniela Roepke como 	 Marcela
- Marla Garzón como 	 Valentina
- Alejandro Fajardo como 	 Alejo
- Cristina Morrison como 	 Tikki
- Anahí Hoeneisen como 	 Amaia
- Nicolás Andrade como 	 Matías
- Diego Mignone[7]

## Premios y nominaciones
| Premio                                                 | Categoría                             | Receptor(es) | Resultado |
| ------------------------------------------------------ | ------------------------------------- | ------------ | --------- |
| Premios Goya                                           | Mejor película iberoamericana         | Diego Araujo | Nominado  |
| Festival Latinoamericano de Cine de Quito (FLACQ) 2018 | Premio del público                    | Diego Araujo | Ganador   |
| Premio Colibrí                                         | Mejor película                        | Diego Araujo | Nominado  |
| BAFICI                                                 | Competencia Oficial Latinoamericana   | Diego Araujo | Nominado  |
| Festival de Cine Ecuatoriano de Nueva York             | Premio del Jurado a la Mejor Película | Diego Araujo | Ganador   |